# Šebíkov
Šebíkov je zaniklá tvrz se dvorem a vsí v severní části okresu Plzeň-sever, ležící 6 km západně od Kralovic v prostoru mezi vesnicemi Žebnice, Trojany a Olšanskou myslivnou. Tvrziště je chráněno jako kulturní památka.

## Historie
Ves Šebíkov (zvaná někdy též Šebíkovice) byla původně v majetku pánů z Mašťova. Bratři Petr a Jindřich z Mašťova zpustošili ves plaského kláštera Močidlec a museli Šebíkov postoupit plaskému opatu jako náhradu. Nedlouho poté roku 1250 je ves poprvé písemně zmíněna v potvrzení majetku plaského cisterciáckého kláštera papežem Inocencem IV. V roce 1313 k ní mniši dokoupili od Petra ze Šebíkova poplužní dvůr s tvrzí za 54 hřiven stříbra.

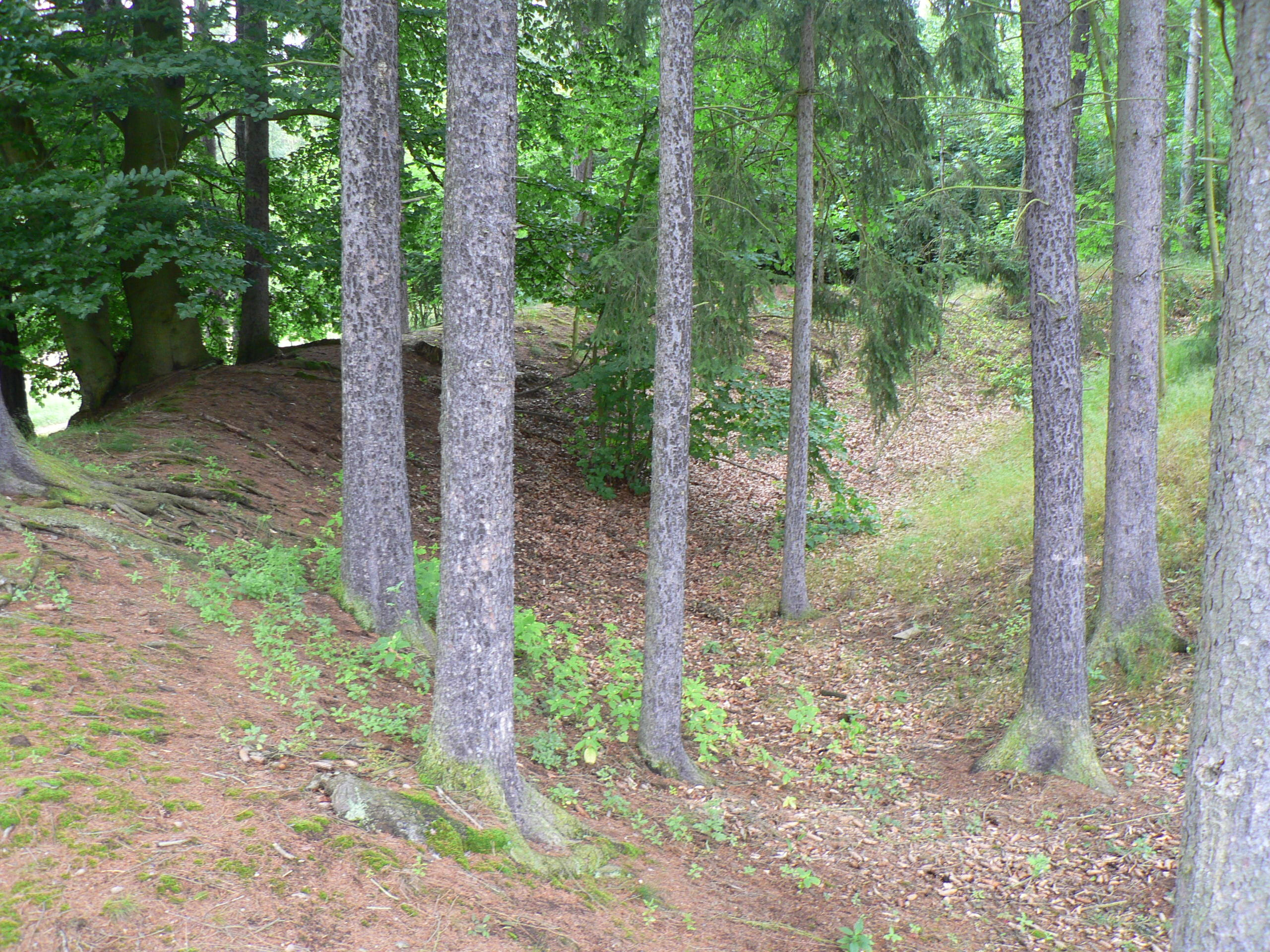
Val s příkopem

Na začátku husitských válek v roce 1420 zastavili řeholníci Šebíkov Bohuslavovi a Hynku Krušinovi ze Švamberka. V roce 1430 se ves se dvorem vrátila nazpět do majetku kláštera. Klášter však ves znovu ztratil a v držení ji měl Hanuš z Kolovrat, později rod Gryspeků. Pravděpodobně za vlády krále Jiřího z Poděbrad Šebíkov zanikl, v urbáři kaceřovského panství z roku 1558 je uváděn jako pustý. V pobělohorských konfiskacích byl zabaven majetek Gryspeků a pustý Šebíkov, dlouho zarostlý lesem, se opět vrátil do majetku plaského kláštera.

## Popis
Zbytky Šebíkova v podobě okrouhlého tvrziště s valy a příkopy lze najít poblíž lesní louky a pole nad soutokem dvou malých potoků. Zachovaly se základy velké obdélné stavby a několika dalších přilehlých hospodářských objektů. Na ploše tvrziště se nacházely cihly, vypálená mazanice, hroty šípů a keramika, vše datované do 15. století. V roce 1979 se nalezlo torzo pískovcového okénka. Pod tvrzištěm je rybník.
Areál dosud nebyl archeologicky prozkoumán.